# Partido judicial de Loja
El partido judicial de Loja es uno de los nueve partidos judiciales en los que se divide la provincia de Granada, en España. En concreto se trata del partido judicial n.º 1 de la provincia de Granada.

## Evolución histórica

### Censo de Floridablanca (1785)
El 22 de marzo de 1785 el Conde de Floridablanca a petición de Carlos III elaboró un listado de los distintos partidos en los que se dividían las diversas provincias o intendencias del Reino de España. El partido de Loja, dentro de la provincia de Granada, se dividió de la siguiente forma:
- Villa del Algarinejo (Alcalde Mayor de Señorío)
- Villa de Huétor Tájar del Río, o de Loja (Alcalde Mayor de Señorío)
- Ciudad de Loja (cabeza de su partido)
- Villa de Salar (Alcalde Ordinario)
- Villa de Villanueva de Mesía (Alcalde Ordinario)
- Puebla de la Zagra, Arrabal de Loja

### Constitución de Cádiz (1812)
La vieja administración de justicia sufrirá grandes transformaciones a partir de la Constitución de 19 de marzo de 1812, en la cual la Administración de Justicia ocupa el Título V del texto constitucional, y especial atención a la organización territorial se presta en los artículos 272 y 273.
Pero las Cortes gaditanas no llegaron a fijar la división territorial de los partidos judiciales, sino únicamente el mecanismo para llegar a su establecimiento, de colaboración entre distintas entidades (diputaciones y audiencias), a base de un partido por cada, al menos, cinco mil vecinos.
A mediados de 1813, cuando la ocupación francesa prácticamente había terminado, se intentó plasmar las nueva división administrativa. El Reino de Granada paso de tener 20 partidos a 35, sobre la base de la propuesta remitida por la Diputación de Granada a Cortes. Los cambios mayoritariamente se produjeron en la parte oriental del reino y el Partido Judicial de Loja no va a cambiar en su configuración.
- Algarinejo
- Huétor Tájar
- Loja (cabeza de su partido)
- Salar
- Villanueva Mesía
- Zagra

### Trienio Liberal (1820-1823)
Durante el Trienio Liberal, se completará el mapa de la división judicial en partidos que, sin grandes cambios, ha llegado prácticamente hasta fechas recientes. La específica división judicial del territorio de Granada se efectuará por Orden de 26 de abril de 1820, fijando en 34 el número total de sus partidos judiciales para todo el territorio, y en lo que a Granada se refiere vendrá dada por los siguientes partidos: Granada (3 Juzgados: Campillo, Sagrario, y Salvador), Santa Fe, Iznalloz, Guadix, Baza, Huéscar, Torvizcón, Órgiva, Motril, y Alhama. Por su parte el partido de Loja seguirá con su misma configuración interna.
La definitiva distribución territorial en provincias se acomete por Real Decreto de 30 de noviembre de 1833, siendo ministro el motrileño Javier de Burgos, que dispuso que las demarcaciones militar, judicial y de hacienda deberían coincidir con la división administrativa de provincias que se implantaba, entre ellas Granada.
El decreto de 26 de enero de 1834 configuraba las audiencias territoriales, comprendiendo la de Granada, las provincias de Granada, Almería, Jaén y Málaga. Luego, por Real Decreto de 21 de abril de 1834, se regula la división en partidos judiciales. La provincia de Granada se distribuye entonces en 13 partidos judiciales, entre los que figuraba Loja nuevamente:
- Algarinejo
- Huétor Tájar
- Loja (cabeza de su partido)
- Salar
- Villanueva Mesía
- Zagra

### Decreto 3388 de 11 de noviembre de 1965
Con el Decreto 3388/1965 se modifica la Demarcación Judicial del Partido de Loja, incorporando los desaparecidos partidos de Alhama de Granada y Montefrío.
El ámbito territorial, que viene regulado por el Real Decreto 529/1983, de 9 de marzo, comprende los municipios:
| - Agrón - Algarinejo - Alhama de Granada - Arenas del Rey - Cacín - Fornes - Huétor Tájar - Íllora - Jayena | - Loja - Montefrío - Moraleda de Zafayona - Salar - Santa Cruz del Comercio - Ventas de Huelma - Villanueva Mesía - Zafarraya - Zagra |